# Goffredo Zehender

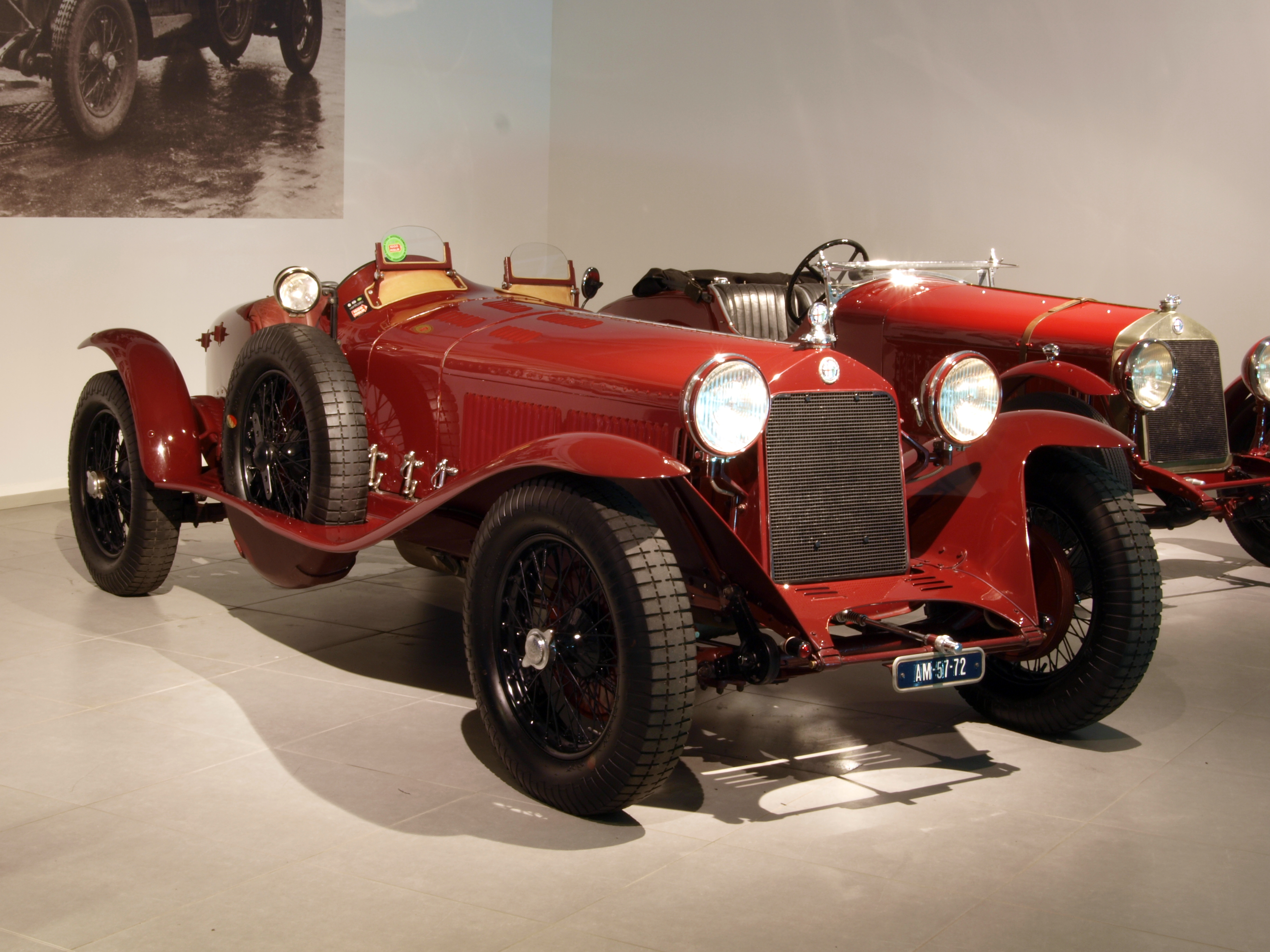
Exemple d'Alfa Romeo 6C 1750, voiture avec laquelle le comte construisit ses principales victoires.

Le comte Goffredo Zehender, dit Freddie Zehender, né le 27 février 1901  à Reggio de Calabre en Italie et mort le 7 janvier 1958 à Rome, est un pilote automobile italien, de Grand Prix, et d'endurance pour voitures de tourisme.

## Biographie
Zehender commence sa carrière internationale sur OM Tipo 665 en 1925 à Spa à l'âge de 24 ans, puis sur Chrysler en 1928, passant alors sur Bugatti (troisième du premier Grand Prix Bugatti du Mans la même année 1928) avant de devenir pilote privé sur Alfa Romeo, constructeur avec lequel il obtient ses victoires les plus significatives, remportant notamment les 6 Heures des Routes Pavées (ou Circuit des Routes Pavées) en 1929 et 1931, le premier Grand Prix des Frontières en 1929, le Circuit de Thuin Tourisme en 1929, les 12 Heures de Saint-Sébastien (ou GP de Guipúzcoa) avec Louis Rigal en 1929, le Critérium Paris-Nice avec une Alfa Romeo 6C 1750 et les 24 Heures de Spa avec le Prince Dimitri Djordjadze en 1931 (déjà 3e en 1929 avec Louis Rigal) et le Grand Prix de Comminges en 1932 sur une Alfa Romeo 8C 2300 Monza. Aux places d'honneur, il figure encore au circuit d'Esterel Plage (deuxième en 1931), au Grand Prix de Tunis en 1933 (troisième), au Grand Prix de Monaco (cinquième la même année et en 1932, puis sixième en 1933), et au Grand Prix de France en 1932 (septième).
En 1934, il devient pilote privé sur Maserati et il finit deuxième du Grand Prix du Comminges avec sa 8CM. En 1936, il est troisième du Grand Prix de l'ACF, sur Delahaye Type 135CS (avec Robert Brunet). Il pilote également pour Daimler-Benz AG, qui lui fait courir le Grand Prix de Monaco 1937 sur une Mercedes-Benz W125 (cinquième).
En courses de côte, il s'impose au Mont-Theux en 1927 sur Alfa Romeo RLTF 3,6 l, et également à la côte de la Coupe de la Meuse en 1930 à Malchamps sur Bugatti 2,3 l.
Après la guerre il fait encore quelques apparitions, comme lors des Mille Miglia en 1953 où des 24 Heures du Mans 1956 (ayant déjà participé à ces dernières en 1928 sur Chrysler, et en 1931).

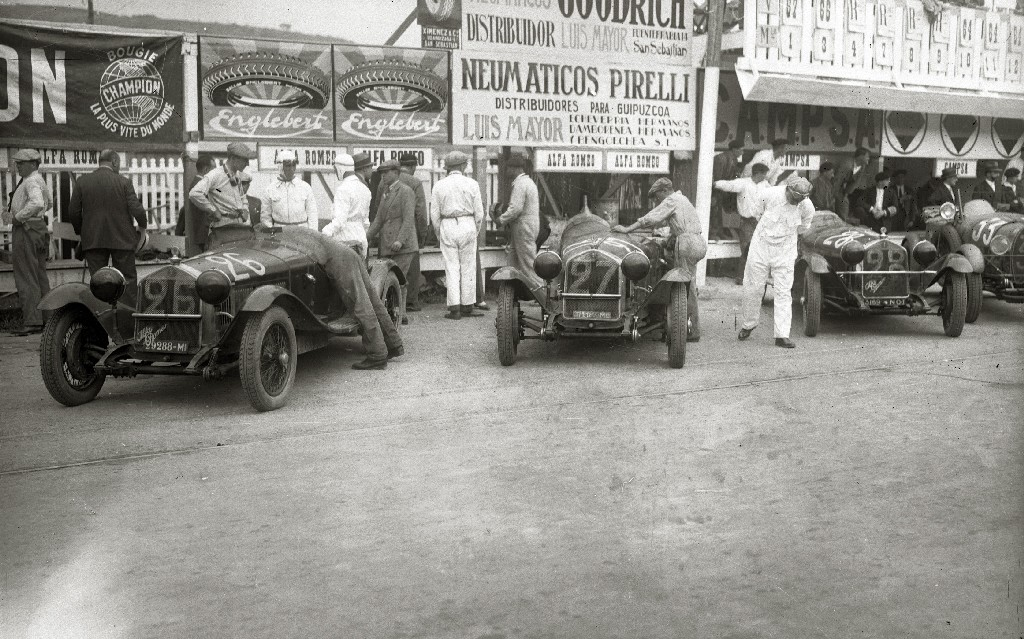
À gauche, l'Alfa Romeo no 26 de Zehender, Rigal et Canavesi, qui remporte le GP Guipúzcoa 1929;
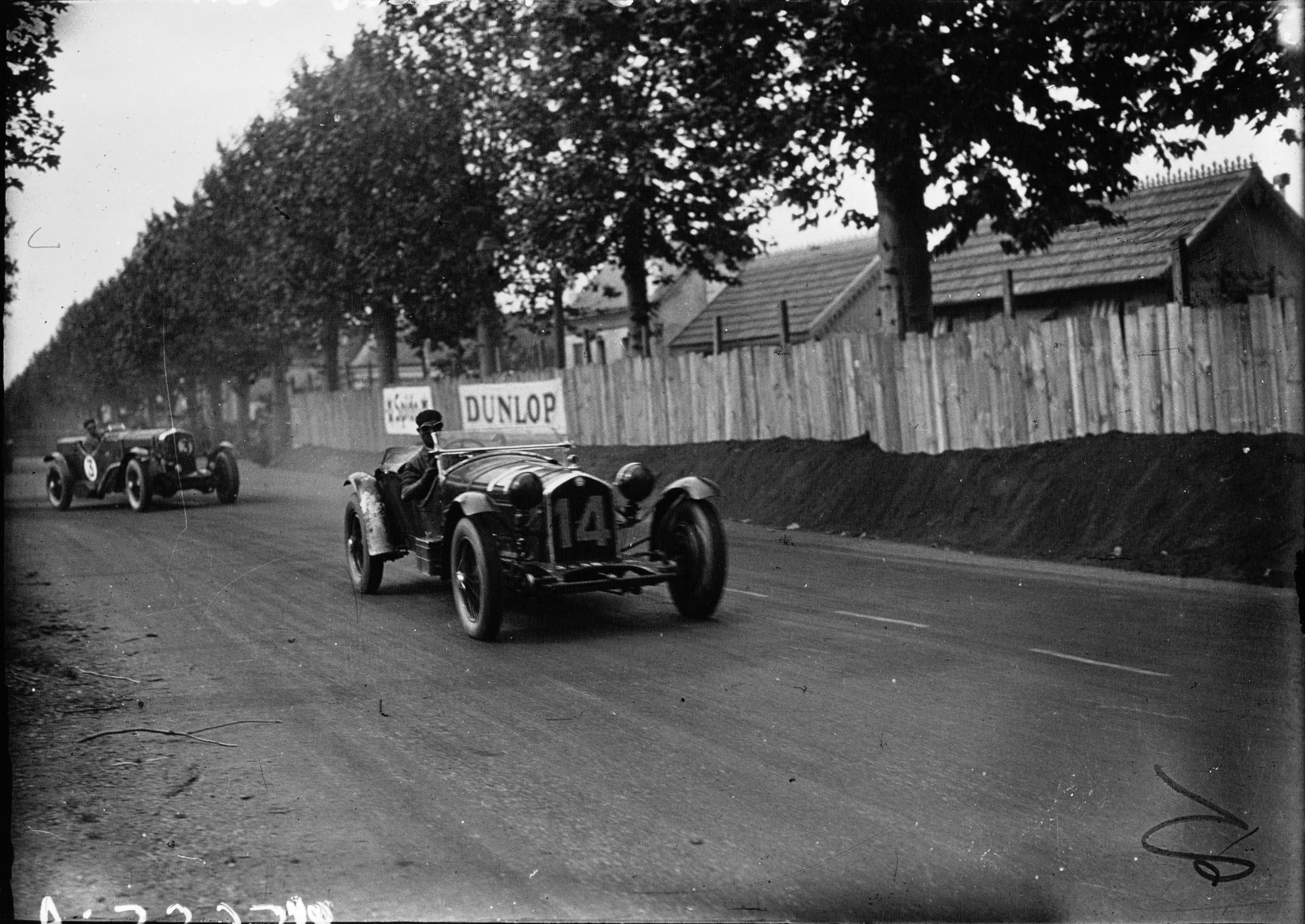
L'Alfa Romeo 8C 2300 no 14 de Zehender et Attilio Marinoni au Mans en 1931 (13e);
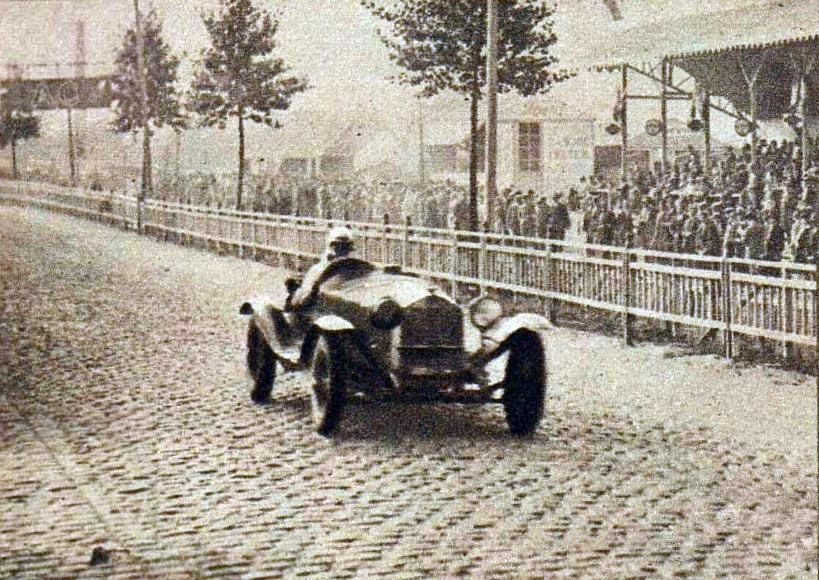
Goffredo Zehender vainqueur des 6 Heures des Routes pavées en 1929, sur Alfa Romeo 6C 1750;
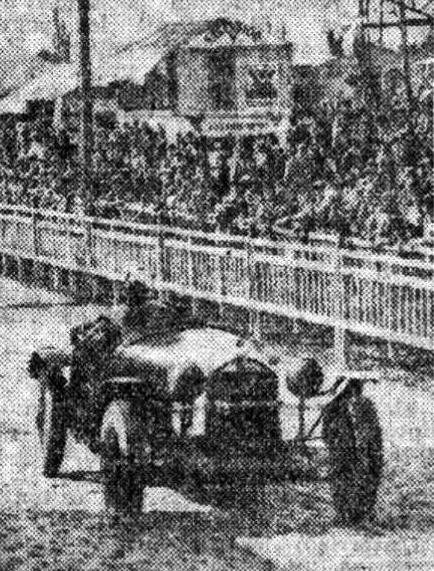
Goffredo Zehender vainqueur des Routes Pavées en 1931;
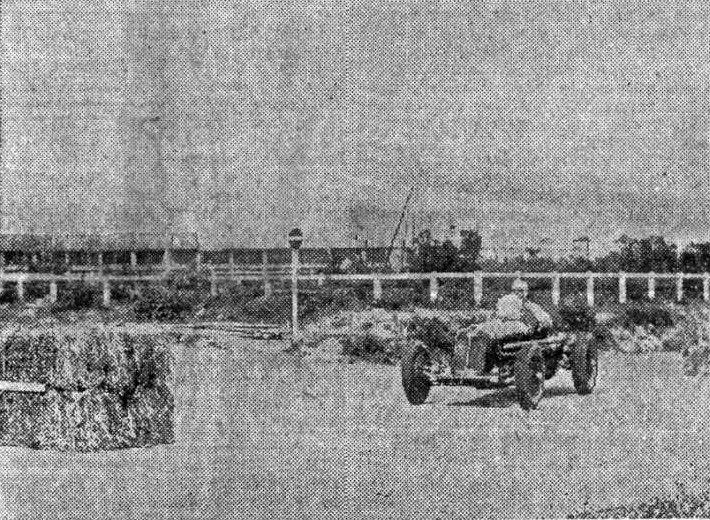
Goffredo Zehender au Grand Prix de l'A.C.F. 1935.